# Matt Hill
Matthew Clayton „Matt“ Hill (* 26. März 1981 in Bristol) ist ein englischer Fußballspieler. Der linke Außenverteidiger steht seit Beginn der Saison 2012/13 bei Sheffield United unter Vertrag.

## Sportlicher Werdegang
Bereits als Teenager machte Matt Hill seinen Weg beim Heimatverein Bristol City und kam dort im Alter von nur 17 Jahren am 7. November 1998 in der zweiten Liga gegen seinen späteren Klub Wolverhampton Wanderers zum ersten seiner bis 2005 insgesamt 246 Einsätze. Die deutliche 1:6-Heimniederlage war zunächst ebenso enttäuschend, wie die beiden noch folgenden Spiele in der Saison 1998/99, an denen Hill teilnahm und daheim ohne Sieg endeten. Den endgültigen Durchbruch bei den „Robins“, die 1999 den Gang in die Drittklassigkeit antreten mussten, feierte der linke Abwehrspieler, der auch im Zentrum seine Stärken hat, in der Spielzeit 2000/01. Hoffnungen auf eine Rückkehr in die zweite Liga erfüllten sich jedoch nicht. In den Jahren 2003 und 2004 stand Hill zwar mit Bristol City jeweils in den Play-off-Spielen, scheiterte aber zunächst an Cardiff City im Halbfinale und im Jahr darauf an Brighton & Hove Albion im Endspiel.
Den Sprung um eine Klasse nach oben machte Hill dann ein halbes Jahr später, als ihn Zweitligist Preston North End im Januar 2005 für 100.000 Pfund verpflichtete. Dabei wäre ihm fast auf Anhieb der direkte Durchmarsch in die Premier League gelungen, aber wie im vorherigen Jahr hinderte das Play-off-Finale das weitere Vorrücken, als West Ham United mit 1:0 die Oberhand behielt. Bereits im vierten Jahr in Folge verwehrten die Entscheidungsspiele auch in der Saison 2005/06 einen möglichen Aufstieg, wobei Hill verletzungsbedingt in der entscheidenden Phase pausieren musste und so seinem Verein nicht helfen konnte, die Halbfinalniederlage gegen Leeds United abzuwenden. Vollständig genesen kehrte er zur Spielzeit 2006/07 zurück und nach guten Leistungen erhielt er nach Abschluss dieser Saison die Auszeichnung der eigenen Anhänger zum „Spieler des Jahres“. Nennenswerte Erfolge mit der Mannschaft waren ihm jedoch mit Platz 7 genauso wenig vergönnt, wie im anschließenden Jahr mit dem äußerst enttäuschenden 15. Platz, der nur vier Punkte oberhalb der Abstiegsränge war. 
Nach 119 Pflichtspielen und zwei absolvierten Partien in der Saison 2008/09 verließ er die „Lilywhites“ in Richtung des Zweitligakonkurrenten Wolverhampton Wanderers, um dort nach eigenen Angaben eine neue Herausforderung anzunehmen. Bei den „Wolves“ unterzeichnete er am 1. September 2008 einen Dreijahresvertrag, wobei die Vertragsparteien Stillschweigen über die Höhe der Ablösesumme vereinbarten. Bereits ein halbes Jahr zuvor hatte der Verein in Wolverhampton sein Interesse bekundet, dieses nach der Verpflichtung des Linksverteidigers George Elokobi zunächst verworfen, dann aber nach der Dauerverletzung des Kameruners reaktiviert. Hills Einstand beim neuen Klub verzögerte sich aufgrund einer Knieverletzung, die er sich im Training zuzog, fand dann aber mit Verzögerung am 9. Dezember 2008 beim 3:0-Sieg gegen Derby County statt. Mit letztlich 14 Ligaeinsätzen kam er zu eher sporadischen Einsätzen, wobei er aber speziell im Januar und Februar 2009 Verdienste daran hatte, dass die zu dieser Zeit formschwachen „Wolves“ wieder Stabilität in die Abwehr bekamen und letztlich sicher den Aufstieg in die Premier League realisierten.
Nach nur zwei Einsätzen in der höchsten Spielklasse verlieh ihn sein Klub an den Zweitligisten Queens Park Rangers, bei dem Hill bis zum Saisonende in 16 Meisterschaftsspielen zum Zuge kam.
Nachdem er zuvor bereits auf Leihbasis für den Verein gespielt hatte, wechselte Hill am 26. Januar 2011 auf fester Vertragsbasis zum FC Barnsley.
Am 9. Juli 2011 unterschrieb er einen Einjahresvertrag beim FC Blackpool.